# United (Prince Ital Joe & Marky Mark)
United is een nummer van de Amerikaanse dj's Prince Ital Joe en Marky Mark uit 1994. Het is de tweede single van hun gezamenlijke studioalbum Life in the Streets.
"United" flopte in Amerika, maar werd wel een hit in Scandinavië en het Duitse en Nederlandse taalgebied. In de Nederlandse Top 40 bereikte het nummer 9e positie. De Vlaamse Radio 2 Top 30 wist het nummer nog net te bereiken met een 30e positie.